# Пчелинци
Пчелинци, срещано и като Пчелници, е бивше село в Западна България.
Пчелинци е било разположено на мястото, където река Светля се влива в Струма. През 70-те години на неговото място е изграден язовир Пчелина. Хората са изселени в град Радомир и околните села. Единствените оцелели сгради са училището, църквата и две къщи.
Официално селото е заличено с указ от 20 януари 1978 година.